# ایستگاه نشانیک (نیوجرسی)

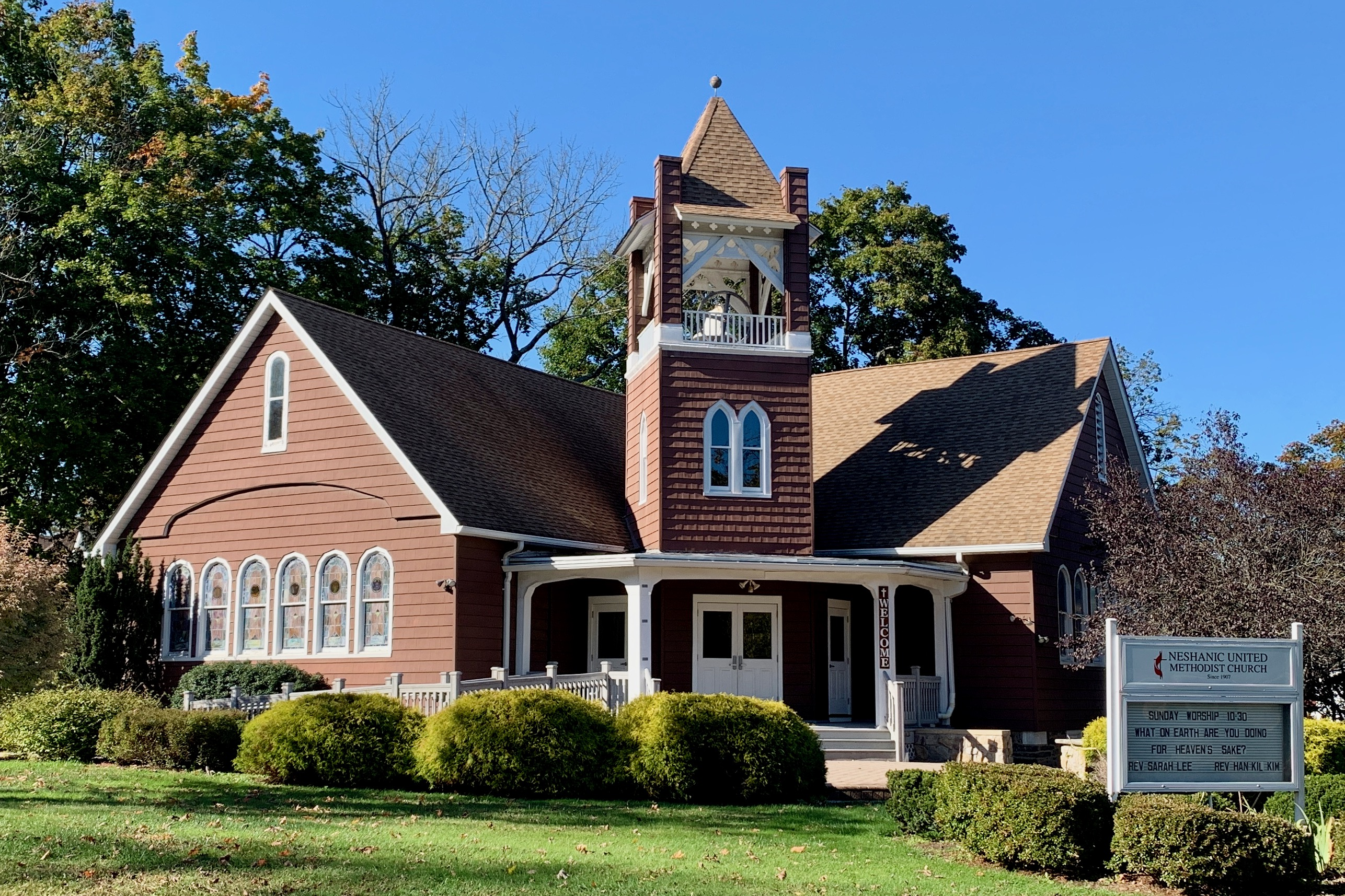
ایستگاه نشانیک، نیوجرسی

ایستگاه نشانیک (به انگلیسی: Neshanic Station) یک منطقهٔ مسکونی در ایالات متحده آمریکا است که در نیوجرسی واقع شده‌است.